# Lemeu
Lemeu is een bestuurslaag in het regentschap Lebong van de provincie Bengkulu, Indonesië. Lemeu telt 1180 inwoners (volkstelling 2010).